# Máximo Tenorio
Máximo Wilson Tenorio (Esmeraldas, 30 september 1969) is een voormalig profvoetballer uit Ecuador, die gedurende zijn actieve loopbaan speelde als verdediger.

## Clubcarrière
Tenorio begon zijn profcarrière bij Club Sport Emelec. Daarna speelde hij voor CR Vasco da Gama (Brazilië), Barcelona SC, Club Sport Emelec, Barcelona SC en Manta FC. Tenorio won driemaal de nationale titel in Ecuador; in 1993 en 1994 met Emelec, in 1997 met Barcelona SC. Hij beëindigde zijn loopbaan in 2002.

## Interlandcarrière
Tenorio speelde in 38 interlands voor Ecuador en scoorde drie keer voor zijn vaderland. Onder leiding van de Montenegrijnse bondscoach Dušan Drašković maakte hij zijn debuut op 4 juli 1992 in een vriendschappelijke wedstrijd in Montevideo tegen Uruguay, dat met 3-1 werd verloren door Ecuador. Tenorio speelde in drie opeenvolgende Copa América's voor zijn vaderland: 1993, 1995 en 1997.

## Erelijst
Emelec
- Campeonato Ecuatoriano

1993, 1994
 Barcelona SC
- Campeonato Ecuatoriano

1997